# Martine Jotterand

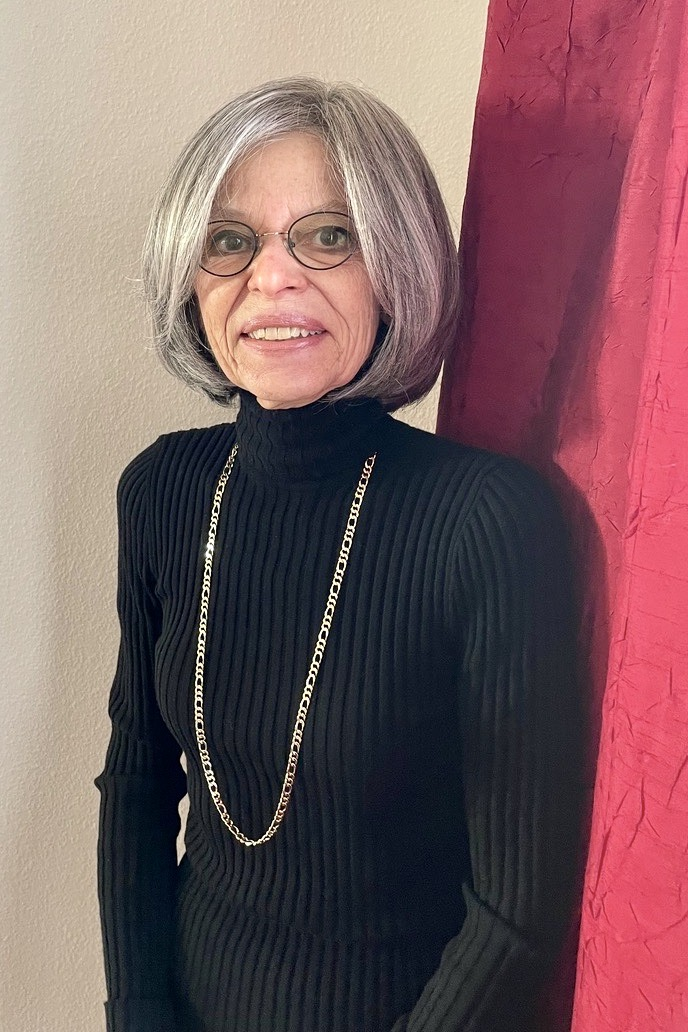
Schweizer Zytogenetikerin Martine Jotterand

Martine Jotterand (* 3. Juni 1946 in Morges) ist eine schweizerische Zytogenetikerin, Gründungspräsidentin des Forums Genforschung der Akademie der Naturwissenschaften Schweiz (SCNAT), Gründerin der Abteilung für Krebszytogenetik am Centre Hospitalier Universitaire Vaudois (CHUV) und Honorarprofessorin der Universität Lausanne.

## Wissenschaftlicher Werdegang
Nach einer eidgenössischen Matura in Latein und Englisch entschied sich Martine Jotterand für die naturwissenschaftliche Fakultät der Universität Lausanne (UNIL), wo sie 1969 ein staatliches Lizentiat in Naturwissenschaften und 1971 nach einer Dissertation am Institut für Tierbiologie unter der Leitung von Robert Matthey einen Doktortitel in Naturwissenschaften erhielt. Diese Arbeit wurde mit dem Preis der naturwissenschaftlichen Fakultät der UNIL ausgezeichnet.
Anschliessend forschte sie zwei Jahre am Labor für Genetik des Kinderspitals Zürich (später Institut für medizinische Genetik der Universität Zürich) und an der Station für experimentelle Biologie der Universität Genf. Danach begann sie ihre Tätigkeit in der Abteilung für medizinische Genetik des Centre Hospitalier Universitaire Vaudois (CHUV) (seit 2002 Service de génétique médicale du CHUV), wo sie ihre gesamte Karriere absolvierte.
Während ihrer 35-jährigen Tätigkeit trug sie im Rahmen des Labors für konstitutionelle Zytogenetik und der pränatalen und postnatalen Diagnose am CHUV aktiv zur Entwicklung der medizinischen Zytogenetik bei. Im Jahr 1985 führte Martine Jotterand zytogenetische Methoden bei bösartigen Bluterkrankungen (maligne hämatologische Erkrankungen) ein. Die Weiterentwicklung dieser Methoden führte 1997 zur Gründung der Einheit für Krebszytogenetik, deren Leitung sie übernahm. 1991 anerkannte die Leukämiegruppe der Schweizerischen Arbeitsgemeinschaft für Klinische Krebsforschung (SAKK) das Labor als Referenzzentrum für die Chromosomenanalyse von Patienten, die in schweizerische und internationale klinische Studien aufgenommen wurden.
Im Jahr 1994 wurde Martine Jotterand Partnerin der europäischen klinischen Studien der European Organisation for Research and Treatment of Cancer und 2003 des European Leukemia Network. Im Jahr 2008 erhielt sie den Mach-Gaensslen-Preis in Anerkennung ihres Engagements für die Entwicklung der Zytogenetik maligner hämatologischer Erkrankungen in der Schweiz und wegen der internationalen Bedeutung ihrer Arbeit.
Martine Jotterand war Lehrbeauftragte für Zytogenetik an der Universität Genf im Departement für Biologie und Privatdozentin an der Medizinischen Fakultät der UNIL. 2001 ernannte sie die Universität Lausanne zur assoziierten Professorin an der Fakultät für Biologie und Medizin. Ab 2004 leitete sie dort den Kurs für allgemeine Genetik für Studenten im ersten Jahr – eine Tätigkeit, die sie von 2010 bis 2011 als Gastprofessorin fortsetzte. Im Jahr 2011 wurde sie zur Honorarprofessorin der UNIL ernannt.

## Soziale und politische Aktivitäten
Neben diesen Tätigkeiten vertrat Martine Jotterand das CHUV und die UNIL in zahlreichen wissenschaftlichen Gesellschaften und Institutionen. Als Präsidentin der Schweizerischen Gesellschaft für Genetik setzte sie sich für deren Fusion mit der Schweizerischen Gesellschaft für Zell- und Molekularbiologie ein. Daraus ging die Schweizerische Gesellschaft für Zellbiologie, Molekularbiologie und Genetik hervor. Seit 1987 ist sie Mitglied der Schweizerischen Gesellschaft für medizinische Genetik, deren Co-Präsidentin sie von 2001 bis 2005 wurde. Sie engagierte sich insbesondere in der Weiterbildung von Analytikern in der medizinischen Genetik und arbeitete am Gesetz über genetische Untersuchungen beim Menschen und an der Verordnung über die Anforderungen an deren Durchführung mit.
Sie wurde in das Lausanner Büro der Akademie der Naturwissenschaften Schweiz (SCNAT) berufen und war von 1995 bis 2000 Vizepräsidentin der SCNAT. Die Debatte um die Genschutz-Initiative im Jahr 1995 veranlasste die SCNAT, eine Informations- und Diskussionsplattform einzurichten, das Forum Genforschung. Jotterand wurde Gründungspräsidentin des Forums. Nach Ablauf ihrer Amtszeit als Präsidentin blieb sie bis 2020 Mitglied des Forums.
Von 2001 bis 2012 war sie Mitglied der Eidgenössischen Ethikkommission für die Biotechnologie im Ausserhumanbereich (EKAH). Seit 2012 ist sie Mitglied der Europäischen Akademie der Wissenschaften und Künste (Klasse ll, Medizin), und seit 2021 Ehrenmitglied der Akademie der Naturwissenschaften Schweiz (SCNAT).